# Цепкало Валерій Вільямович
Валерій Вільямович Цепкало (нар. 22 лютого 1965, Гродно, Білоруська РСР) — білоруський державний діяч, дипломат і керівник, ініціатор та засновник Білоруського парку високих технологій.
Випускник Московського державного інституту міжнародних відносин (МДІМВ). Кандидат юридичних наук в галузі міжнародного права. Має ранг надзвичайного і повноважного посла. З 24 лютого 1997 по 2 квітня 2002 року обіймав посаду посла Республіки Білорусь в США і Мексиці. З 7 жовтня 2005 по 2 березня 2017 року був директором парку високих технологій. З 2018 року бере участь у розвитку Інноваційного центру Mirzo Ulugbek Innovation Center (MUIC).

## Життєпис
Народився 22 лютого 1965 року в Гродно, в сім'ї інженерів хімічної галузі. Закінчив гродненську середню школу № 14 з поглибленим вивченням англійської мови. У 1982—1984 роках навчався в Білоруському технологічному інституті в Мінську. У 1984 році був призваний до лав Радянської армію, де проходив службу в ракетних військах стратегічного призначення. Після служби в 1986 році вступив до Московського державного інституту міжнародних відносин МЗС СРСР, який закінчив з відзнакою. Після навчання залишився в аспірантурі, яку закінчив на «відмінно», вчителював, став кандидатом юридичних наук.
Кар'єрний шлях дипломата розпочав у 1991 році співробітником посольства СРСР у Фінляндії. Після розпаду Радянського Союзу вирішив повернутися до Мінська і в 1992 році зайняв дипломатичну посаду МЗС Білорусі. У 1993—1994 роках був Радником Голови Верховної ради Білорусі із зовнішньополітичних питань. Пізніше став радником виконавчого секретаря СНД.
На президентських виборах 1994 року став одним з керівників передвиборного штабу Лукашенка, після його перемоги був призначений першим заступником міністра закордонних справ Білорусі. У 1997–2002 роках був послом Білорусі в США і в Мексиці (за сумісництвом). Після закінчення дипломатичної служби став помічником Президента Республіки Білорусь з питань науки і технологій, в 2004 році виступив ініціатором створення парку високих технологій.

## Керівництво парком високих технологій
Ще будучи послом у США і виступаючи з лекціями в Кремнієвій долині, вирішив створити подібне і в Білорусі. Однією з проблем пострадянських країн наприкінці 1990-х — на початку 2000-х року став «витік мізків», коли фахівці, через відсутність можливості розвиватися на батьківщині, виїжджали до багатших країн Заходу. Створення ІТ-кластеру вбачалося як спосіб утримання цих людей вдома, що могло б дати поштовх розвитку в Білорусі галузі розроблення комп'ютерних програм.
Після закінчення дипломатичної служби з 2004 року Цепкало починає просувати створення в Білорусі аналога американської Силіконової долини. У своїй книзі «Парк високих технологій: 10 років розвитку» Цепкало згадував, як він роз'яснював чиновникам суть пропозицій зі створення парку зі спеціальним пільговим податковим режимом для компаній резидентів. В результаті чиновники схвалили ідею парку, зі слів Цепкало виходячи з такого міркування: «Гаразд, нехай буде така іграшка, адже грошових вливань не вимагає. Користі вона не принесе, але й шкоди теж».
При створенні у 2005 році парку високих технологій його керівництво поставило завдання вийти через 10 років на рівень експорту в 300 мільйонів доларів. Згідно з дослідженнями і на думку експертів парку високих технологій вдалося вивести білоруську ІТ-галузь на світовий рівень. Такі компанії EPAM, IBA, Exadel, ITransition та інші вийшли на рівень провідних постачальників ІТ-послуг в регіоні і в світі, а створені білорусами Viber, World of Tanks, MSQRD покращили імідж країни на світовому ринку. Парк високих технологій став одним з найбільших ІТ-кластерів в Центральній і Східній Європі. Про парк високих технологій з'явилися матеріали у провідних світових медіа (Bloomberg Business Week, Wall Street Journal, Financial Times, Euronews, НТВ та інші).
За час роботи Цепкало на посаді директора парку: у 59 разів зросла кількість резидентів парку високих технологій (з 4 компаній у 2006 до 237 — в 2017 році), у 49 разів зріс річний обсяг експорту товарів і послуг (з 21 млн доларів за підсумками 2006 року до 1025 млн за підсумками 2017 р.), у 13 разів зросла кількість фахівців, що працюють у парку (з 2506 у 2006 році до 32 598 в 2017 р.), Білорусь піднялася на 41-е місце в світовому рейтингу розвитку інформаційних технологій міжнародного союзу електрозв'язку. Згідно з дослідженням аналітичного агентства Gartner в 2016 році Білорусь увійшла до топ-10 країн — постачальників програмного забезпечення в регіоні Європи, Близького Сходу і Африки (EMEA — Europe, Middle East, Africa), а за часткою індустрії інформаційних технологій у ВВП зайняла друге місце (після Ізраїлю).

## Дослідження і публікації
- Автор книг «Дорогою дракона» (про економічний розвиток постіндустріальних країн південно-східної Азії), «Код Безсмертя» (про таємниці смерті і воскресіння людини) і «Парк високих технологій: 10 років розвитку».
- Автор 80 статей про релігії, світову економіку та зовнішню політику[24].
- Автор 20 публікацій про електронний уряд, інформаційні технології та інтелектуальну власність.
- Публікації у виданнях Foreign Affairs, Journal of Congress, Washington Post, Frankfurter Allgemeine, Horizons[25].
- Автор патенту на метод пошуку людей за непрямими ознаками[26].

## Громадська діяльність
- Член стратегічної ради Глобального альянсу за інформаційно-комунікаційні технології і розвиток Організації Об'єднаних Націй[27].
- Урядовий експерт Генерального секретаря ООН у галузі комунікаційних та інформаційних технологій та інформаційної безпеки[28].
- 2018 року брав участь у розвитку Інноваційного центру Mirzo Ulugbek Innovation Center[6].

## Політика
2020 року заявив про участь в президентських виборах в Білорусі. На думку експертів, він вважався одним з найсерйозніших суперників Лукашенку разом з банкіром Віктором Бабариком та опозиціонером Олегом Гайдукевичем з Ліберально-демократичної партії.
20 травня 2020 року ЦВК Білорусі зареєструвала серед 15 ініціативних груп претендентів в кандидати на пост президента і групу Валерія Цепкала.
24 липня Цепкало виїхав з Білорусі до Росії та вивіз із собою дітей. Він заявив, що його хотіли затримати, а його дружину позбавити батьківських прав. Згодом і Вероніка Цепкало, дружина Валерія, виїхала з Білорусі, пояснивши це страхом щодо можливого арешту.
6 січня 2021 року Цепкало оголосив про створення Білоруського демократичного форуму з метою об'єднання «всіх розумних сил у конституційній трансформації як розумної альтернативи народній більшості у відповідь на псевдонаціональні Всенародні збори».
У жовтні 2022 року Міністерство внутрішніх справ Республіки Білорусь визнало екстремістським формуванням групу громадян, об'єднаних під керівництвом Валерія Цепкало, у тому числі його сайти та сторінки у соціальних мережах.
7 квітня 2023 року суд заочно засудив Валерія Цепкало до 17 років колонії.

## Родина
Одружений із Веронікою Цепкало, має двох дітей.